# Хосе Батіста
Хосе Батіста (ісп. José Batista, нар. 6 березня 1962, Колонія-дель-Сакраменто) — уругвайський футболіст, що грав на позиції захисника. Згодом футбольний тренер.
Виступав за національну збірну Уругваю, у складі якої був учасинком чемпіонату світу 1986 року, де увійшов в історію футболу як гравець, що заробив найшвидше вилучення в історії фінальних частин світових футбольних першостей.

## Клубна кар'єра
У дорослому футболі дебютував 1979 року виступами за команду «Серро», в якій провів чотири сезони. 
Протягом 1984—1985 років захищав кольори клубу «Пеньяроль».
1985 року перейшов до аргентинського «Депортіво Еспаньйол». Відіграв за команду з Буенос-Айреса наступні дев'ять сезонів своєї ігрової кар'єри, протягом яких був основним гравцем захисту команди.
Згодом з 1995 по 2000 рік грав у складі команд «Рампла Хуніорс», «Хімнасія і Есгріма» (Жужуй), «Депортіво Еспаньйол» та «Архентіно де Кільмес».
Завершив ігрову кар'єру у команді «Кільмес», за яку виступав протягом 2000 року.

## Виступи за збірні
1981 року залучався до складу молодіжної збірної Уругваю.
1984 року дебютував в офіційних матчах у складі національної збірної Уругваю. У складі збірної був учасником чемпіонату світу 1986 року в Мексиці. 13 червня 1986 року в останній грі групового етапу проти шотландців Батіста стрибнув в ноги Гордону Стракану у жорсткому підкаті і вже на 56-ій секунді був вилучений з поля. Це вилучення стало найшвидшою червоною карткою в історії чемпіонатів світу з футболу.
Загалом протягом кар'єри у національній команді, яка тривала 10 років, провів у її формі 14 матчів, забивши 1 гол.

## Кар'єра тренера
Протягом 2009–2010 років тренував команду «Депортіво Еспаньйол».

## Титули і досягнення
- Чемпіон Південної Америки (U-20): 1981
- Переможець Панамериканських ігор: 1983
- Чемпіон Уругваю (1):

«Пеньяроль»: 1985